# Loodkleurige miervireo
De loodkleurige miervireo (Dysithamnus plumbeus) is een zangvogel uit de familie Thamnophilidae (miervogels).

## Kenmerken
De vogel is circa 13 centimeter lang. De soort vertoont seksuele dimorfie. Het mannetje heeft grotendeels een loodkleurig lichaam met donkere borst. Het vrouwtje is grotendeels olijfbruin met grijswitte keel. Beide geslachten hebben wit gevlekte vleugels.

## Verspreiding en leefgebied
Deze vogel is endemisch in Brazilië en komt voor van het zuiden van Bahia tot het oosten van Minas Gerais en het noorden van de staat Rio de Janeiro. De natuurlijke habitats zijn subtropische en tropische laagland bossen op een hoogte tot 1000 meter boven zeeniveau in het bioom Atlantisch Woud.

## Voeding
De loodkleurige miervireo voedt zich met kleine insecten en spinnen.

## Status
De totale populatie wordt geschat op 3.500 tot 15.000 individuen, maar door habitatverlies nemen de aantallen in snel tempo af. Om deze redenen staat de loodkleurige miervireo als kwetsbaar op de Rode Lijst van de IUCN.